# 敘利亞禮天主教紐瓦克聖母解救教區
敘利亞禮天主教紐瓦克聖母解救教區（拉丁語：Eparchia Dominae Nostrae Liberationis Novarcensis Syrorum）是東儀天主教以美國紐瓦克為中心的一個教區（敘利亞禮），直屬教廷。
教區成立於1995年11月6日，幅蓋美國。2007年有九名司鐸、六個堂區、13,800名教友。現任教區主教為若瑟·哈巴什。